# Ichthyococcus parini
Ichthyococcus parini is een straalvinnige vissensoort uit de familie van lichtvissen (Phosichthyidae). De wetenschappelijke naam van de soort is voor het eerst geldig gepubliceerd in 1980 door Mukhacheva.